# Bouvardia rzedowskii
Bouvardia rzedowskii är en måreväxtart som beskrevs av Edward Everett Terrell och Stephen D. Koch. Bouvardia rzedowskii ingår i släktet Bouvardia och familjen måreväxter. Inga underarter finns listade i Catalogue of Life.